# End of the Line (canción)
«End of the Line» es una canción del supergrupo Traveling Wilburys, publicada en su primer álbum de estudio, Traveling Wilburys Vol. 1. Publicada también como segundo sencillo promocional del álbum, la canción incluye a todos los miembros de Traveling Wilburys, excepto Bob Dylan compartiendo la voz principal: George Harrison, Jeff Lynne y Roy Orbison cantan el estribillo por turnos, mientras Tom Petty canta las estrofas. El sencillo alcanzó el puesto 63 en la lista estadounidense Billboard Hot 100 y el dos en Mainstream Rock Tracks.
El video musical de «End of the Line» fue filmado después de la muerte de Orbison a causa de un infarto en diciembre de 1988. Para compensar la pérdida, escenas de una guitarra en una mecedora y al lado de una fotografía de Orbison se usaron cuando se escuchaba la voz de Orbison en la canción.

## Versiones
La canción fue incluida en los créditos finales del último episodio de la sitcom británica One Foot in the Grave, así como en Checking Out, una comedia producida por George Harrison. Una versión interpretada por Dennis Waterman fue también utilizada como tema musical para el capítulo piloto de la producción de la BBC New Tricks. La canción fue también incluida en el spot televisivo del largometraje de 2004 La terminal, así como en el tráiler de la comedia de 2007 Knocked Up.
Tom Petty interpretó la canción durante varios conciertos de su gira de 2008 por los Estados Unidos.

## Lista de canciones
Todas las canciones escritas y compuestas por Traveling Wilburys. 
| Sencillo de 7" y casete |                                |          |  |
| N.º                     | Título                         | Duración |  |
| 1.                      | «End of the Line» (LP Version) | 3:30     |  |
| 2.                      | «Congratulations» (LP Version) | 3:29     |  |

| Sencillo de 12" y CD |                                      |          |  |
| N.º                  | Título                               | Duración |  |
| 1.                   | «End of the Line» (Extended Version) | 5:34     |  |
| 2.                   | «Congratulations» (LP Version)       | 3:29     |  |

## Posición en listas
| País           | Lista                     | Posición |
| -------------- | ------------------------- | -------- |
| Australia      | ARIA Singles Chart        | 12       |
| Estados Unidos | Billboard Hot 100         | 63       |
| Estados Unidos | Mainstream Rock Tracks    | 2        |
| Estados Unidos | Adult Contemporary Tracks | 28       |
| Nueva Zelanda  | New Zealand Music Charts  | 11       |
| Reino Unido    | UK Singles Chart          | 52       |